# Irvine Robertson
Irvine Geale Robertson, född 10 juli 1882 i Toronto, död 26 februari 1956 i Ottawa, var en kanadensisk roddare.
Robertson blev olympisk bronsmedaljör i åtta med styrman vid sommarspelen 1908 i London.